# 华费遂
华费遂（？—？），子姓，华氏，名费遂，宋国司马。
前538年七月，楚灵王耀兵带领诸侯进攻吴国，宋国太子佐（宋元公）、郑简公先行回国。宋国的华费遂、郑国大夫随军。八月，楚将屈申攻下了朱方，逮住了齐国庆封。
前522年秋，宋国华亥、向宁作乱，最后和宋元公互换人质。宋元公向大司马华费遂请求，准备攻打华氏。华费遂回答说：“下臣不敢爱惜一死，但这样恐怕是想要除掉忧虑反而滋长忧虑吧！下臣因此害怕，怎敢不听命令？”宋元公说：“孩子们死了是命中注定，我不能忍受让他们受耻辱。”十月，宋元公杀了华氏、向氏的人质（华亥的儿子华无戚，向宁的儿子向罗、华定的儿子华启）而攻打这两家。十月十三日，华氏、向氏逃亡到陈国，华登逃亡到吴国。
前521年华费遂的儿子華貙做少司马、华多僚做御士，华多僚与華貙不和，多次向宋元公诬陷華貙打算接纳逃亡的人。宋元公说：“司马因为我，让他的儿子（华登）逃亡。死和逃亡都是命中注定，我不能让他的儿子再逃亡。”华多僚回答说：“君王如果爱惜司马，就应当逃亡。死如果可以逃避，哪有什么远不远？”宋元公害怕，让侍者召来华费遂的侍者宜僚喝酒，让他告诉华费遂驱逐華貙。华费遂叹气说：“一定是多僚干的。我有一个造谣的儿子而不能杀死他，我又不死，国君有命，怎么办？”华费遂于是和宋元公商量驱逐華貙，打算華貙在孟诸打猎时驱逐他。宋元公给華貙酒喝，送他丰厚礼物，还赏赐随行的人。华费遂也像宋元公一样，张匄感到奇怪，说：“一定有原因。”让華貙把剑架在宜僚脖子上追问他，宜僚告诉了他，张匄想杀华多僚，華貙说：“司马年老了，华登的逃亡已很伤他的心，我要是加重他的伤心，不如逃亡。”五月十四日，華貙准备进见华费遂以后再走。在朝遇见华多僚为华费遂驾车上朝，张牼不能控制自己的愤怒，就和華貙、臼任、郑翩杀了华多僚，劫持了华费遂叛变，召集逃亡的人。五月二十日，华氏、向氏回来了。